# إبراهيم فيردي جوشكون
إبراهيم فيردي جوشكون (بالتركية: İbrahim Ferdi Coşkun)‏ هو لاعب كرة قدم تركي في مركز نصف الجناح، ولد في 20 أبريل 1987 في عنتاب في تركيا. لعب مع غازي عنتاب بي.بي.كي وغازي عنتاب سبور ومرسين إيدمانيوردو.

## وصلات خارجية
- إبراهيم فيردي جوشكون على موقع اتحاد تركيا (لاعب) (الإنجليزية)
- إبراهيم فيردي جوشكون على موقع قاعدة بيانات كرة القدم.إي يو (الإنجليزية)
- إبراهيم فيردي جوشكون على موقع Soccerway.com (الإنجليزية)
- إبراهيم فيردي جوشكون على موقع عالم كرة القدم.نت (الإنجليزية)